# Solemya grandis
Solemya grandis är en musselart som beskrevs av Addison Emery Verrill och Katharine Jeanette Bush 1898. Solemya grandis ingår i släktet Solemya och familjen Solemyidae. Inga underarter finns listade i Catalogue of Life.